# Saturnalia Fossa

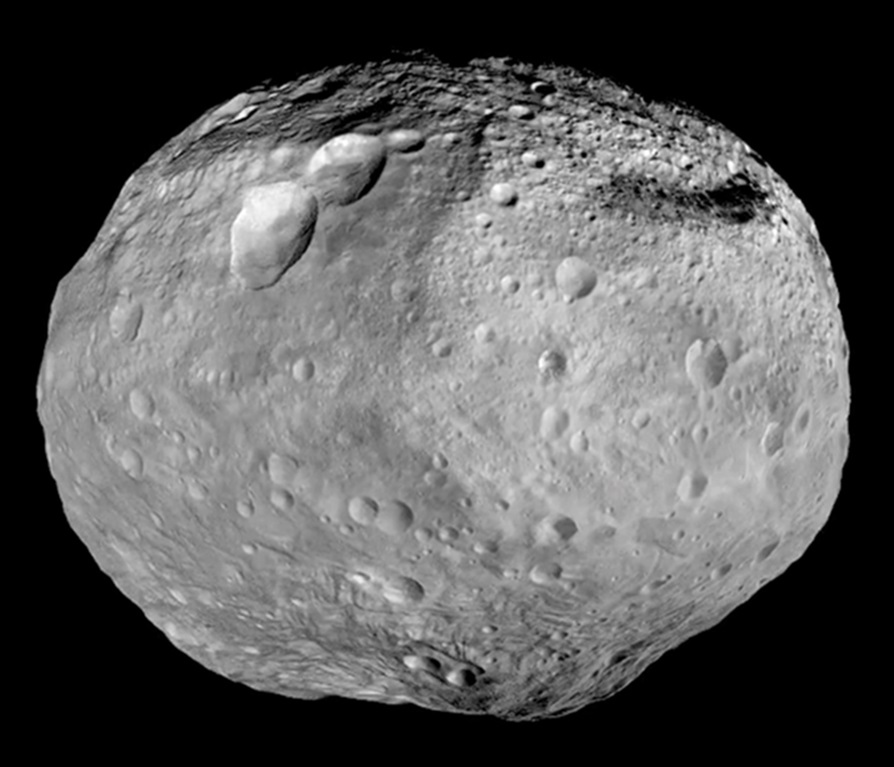
Saturnalia Fossa läuft schräg in der Nähe des oberen Endes auf diesem Bild von Vesta, mit mehreren Rillen parallel

Saturnalia Fossa ist der größte der parallelen veneneianischen Brüche in der nördlichen Hemisphäre auf dem Asteroiden Vesta.
Er misst ca. 39 km in der Breite und ist mindestens 365 km lang; da das Ende 2012 im Schatten versank, konnte die komplette Länge nicht festgestellt werden.
Es wird vermutet, dass er ein Druckbruch des Einschlages ist, der den Veneneia-Krater, welcher auch ringförmig ist, verursachte.
Er wurde nach der römischen Feierlichkeit Saturnalia benannt.